# Acellalis iridalis
Acellalis iridalis là một loài bướm đêm trong họ Crambidae.